# Tubre
Tubre (alemão: Taufers im Münstertal) é uma comuna italiana da região do Trentino-Alto Ádige, província de Bolzano, com cerca de 950 habitantes. Estende-se por uma área de 45 km², tendo uma densidade populacional de 21 hab/km². Faz fronteira com Glorenza, Malles Venosta, Prato allo Stelvio, Stelvio.

## Demografia

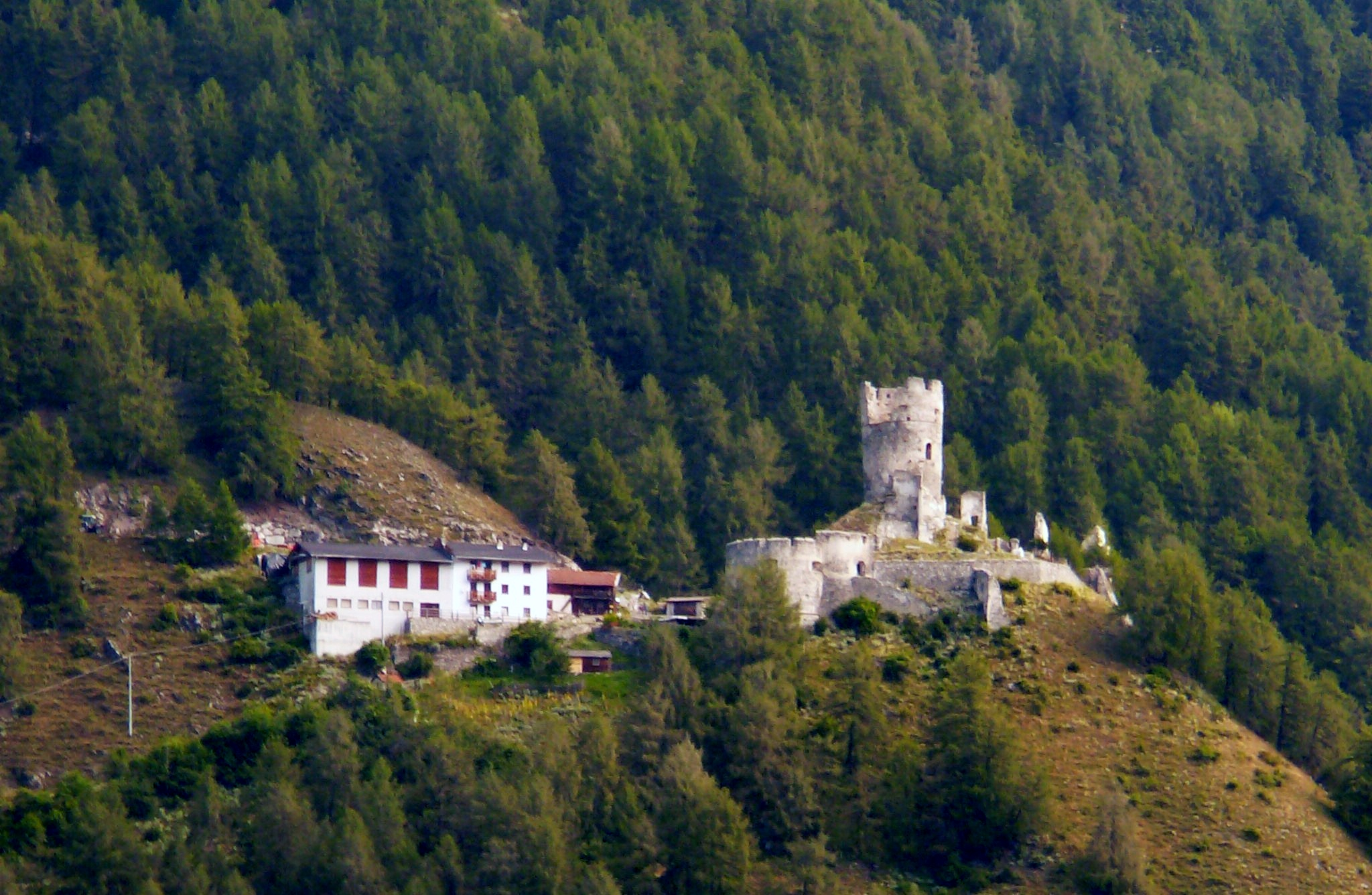
Castelo de Reichenberg, em Tubre

| Variação demográfica do município entre 1861 e 2011                               |
|                                                                                   |
| Fonte: Istituto Nazionale di Statistica (ISTAT) - Elaboração gráfica da Wikipedia |